# Crazy Horse (gruppo musicale)
I Crazy Horse sono un gruppo rock statunitense, noto soprattutto per essere la storica band di supporto di Neil Young.

## Storia

### Inizi
Le origini della band risalgono al 1963 e al gruppo musicale doo wop a cappella chiamato "Danny and The Memories", che consisteva nel cantante solista Danny Whitten e nei cantanti d'accompagnamento Lou Bisbal (presto rimpiazzato da Bengiamino Rocco), Billy Talbot, e Ralph Molina. Questi ultimi due sarebbero rimasti gli unici membri fissi dei Crazy Horse fino ad oggi.
Con il passare degli anni, il l'evoluzione del gruppo approdò al folk-psichedelico The Rockets, comprendente Whitten alla chitarra, Talbot al basso, Molina alla batteria, Bobby Notkoff al violino, e i fratelli Leon e George Whitsell alle chitarre. Questa formazione registrerà l'unico album di studio dei Rockets, l'omonimo disco del 1968.

### Con Neil Young: 1968–1970
Completato l'album di debutto, i Rockets ripresero i contatti con Neil Young, che avevano incontrato due anni prima durante i suoi primi tempi come membro dei Buffalo Springfield. Nell'agosto 1968, tre mesi dopo la fine dei Buffalo Springfield, Young suonò insieme ai Rockets dal vivo durante un loro show al Whisky a Go Go e poco dopo reclutò Whitten, Talbot, e Molina come gruppo d'accompagnamento per l'incisione del suo secondo album da solista. Fu proprio Young a ribattezzare la band "Crazy Horse" ("cavallo pazzo"), per ragioni mai del tutto chiarite.
Accreditato a "Neil Young with Crazy Horse", Everybody Knows This Is Nowhere include brani celebri come Cinnamon Girl, Down by the River e Cowgirl in the Sand. I Crazy Horse andarono in tour con Young durante la prima metà del 1969 e, con l'aggiunta di Jack Nitzsche al pianoforte elettrico, fecero altri concerti all'inizio del 1970.
Poco tempo dopo l'inizio delle sedute di registrazione per il suo terzo album, Young si unì ai Crosby, Stills & Nash come quarto membro. Quando Young ritornò al suo album solista, i Crazy Horse ebbero una partecipazione più limitata.  Il gruppo apparve in soli tre brani su undici in After the Gold Rush: When You Dance I Can Really Love, Oh Lonesome Me e I Believe In You, tutti provenienti dalle sessioni del 1969 prima del primo tour di Young con Crosby, Stills & Nash.

### Con e senza Young: 1970–1990
Poiché Young ebbe problemi contrattuali che lo mantennero legato ad altri committenti dal 1970 fino alla maggior parte del 1971, i Crazy Horse ne approfittarono per capitalizzare la loro nuova popolarità incidendo il loro omonimo disco di debutto per l'etichetta Reprise Records. La band mantenne Nitzsche come produttore e tastierista, aggiungendo in formazione anche un secondo chitarrista nella persona di Nils Lofgren (che il gruppo aveva conosciuto durante le sessioni del 1970 per After the Gold Rush). Il brano I Don't Want to Talk About It di Whitten sarebbe in seguito stato reinterpretato da svariati artisti inclusi Geoff Muldaur, The Indigo Girls, e Rod Stewart.
Poco tempo dopo, Lofgren e Nitzsche se ne andarono, e Whitten dovette convincere gli altri a rivolgersi ad altri musicisti esterni. Nel 1972 i Crazy Horse pubblicarono due album con differenti formazioni (eccezion fatta per la sezione ritmica composta da Talbot e Molina), Loose e At Crooked Lake. In questo periodo l'ex chitarrista dei Rockets George Whitsell fece brevemente ritorno in qualità di frontman del gruppo. Nel frattempo, alla fine del 1972 Young chiamò Whitten per includerlo nella sua band, gli Stray Gators, ma a causa dei suoi crescenti problemi di droga e delle esibizioni deludenti, gli altri membri del gruppo fecero pressioni su Young affinché lo licenziasse. Poco tempo dopo il licenziamento, Whitten ritornò a Los Angeles e morì per overdose di alcol e Valium.
A seguito della morte di Whitten, Talbot e Molina rimasero gli unici due membri della band. Alla metà del 1973, Neil Young formò un gruppo con Talbot, Molina, Lofgren, e il chitarrista pedal steel Ben Keith per incidere Tonight's the Night, in gran parte dedicato alla memoria di Danny Whitten e di Bruce Berry (un roadie suo amico morto per eroina poco tempo dopo Whitten). Quello stesso autunno, il gruppo andò in tour con il nome di "Santa Monica Flyers"; Molina e Whitsell avrebbero anche contribuito rispettivamente come chitarrista e batterista all'album di Young On the Beach del 1974.
Nel 1975 Young, Talbot, e Molina reclutarono il chitarrista Frank "Poncho" Sampedro, che si rivelò l'uomo giusto per "resuscitare" i Crazy Horse. Dopo una pausa forzata di cinque anni, Neil Young e i Crazy Horse rinacquero a nuova vita, e Young colse l'occasione per ultimare il testo di Powderfinger, canzone che sarebbe presto divenuta un caposaldo nelle esibizioni della nuova formazione della band.
Con Sampedro e il produttore David Briggs, Neil Young & Crazy Horse registrarono in poco tempo l'album Zuma nella cantina della casa in affitto di Briggs a Malibù, dando inizio al loro periodo più prolifico di collaborazione artistica.
Nel 1978, i Crazy Horse pubblicarono il loro quarto album (Crazy Moon, che contiene il contributo di Young alla chitarra solista in alcune tracce), e si unirono anche a Young per il tour dei celebrati Rust Never Sleeps e Live Rust, entrambi accreditati a Neil Young & Crazy Horse.
Dato che Neil Young passò la maggior parte degli anni ottanta a sperimentare con genere musicali estranei a quelli dei Crazy Horse, il gruppo registrò con lui in maniera sporadica, apparendo soltanto in Re-ac-tor, in una parte non specificata di Trans, e Life. Sessioni per un progettato album nel 1984 non sortirono nessun effetto concreto. Svariati anni dopo, Young incluse tutti e tre i membri dei Crazy Horse in un altro gruppo estemporaneo, i Bluenotes. Ma quando Talbot e Molina si dissero contrari ad un approccio musicale troppo blues, Young li rimpiazzò con altri musicisti mantenendo però in formazione Sampedro, che avrebbe continuato a suonare insieme a lui in varie band nei successivi due anni. Immediatamente dopo, Talbot e Molina rimpiazzarono Sampedro e registrarono l'album Left for Dead; pubblicato nel 1989, quinto album della formazione (senza Young).

### Ancora con Young: 1990 e oltre
Nel 1990 Neil Young e i Crazy Horse si riunirono nuovamente insieme per la registrazione dell'acclamato album Ragged Glory e per il successivo tour del 1991 che generò il disco dal vivo Weld. Nei successivi dodici anni i Crazy Horse e Neil Young avrebbero continuato a collaborare a fasi alterne, unendo le proprie forze negli album Sleeps with Angels, Broken Arrow, Year of the Horse, nel brano Goin' Home su Are You Passionate?, Greendale, Americana, e Psychedelic Pill.
Nel 2014 hanno intrapreso un tour mondiale con Neil Young nella seguente formazione: Neil Young  voce, chitarra elettrica, chitarra acustica, armonica a bocca - Frank Sampedro chitarra elettrica, tastiere, voce - Ralph Molina batteria, voce - Rick Rosas basso - Dorene Carter e YaDonna West voce.
Nel maggio 2018, Lofgren si aggiunse a Young, Talbot e Molina per una serie di cinque concerti a Fresno e Bakersfield, California. Inizialmente accreditati come "Neil Young and Crazy Horse", il gruppo (denominato da Young The "Horse of a Different Color") alla fine si esibirà come "NYCH". Secondo Young: «La vita è una saga senza fine [...] Poncho non è in grado di raggiuncerci al momento, ma speriamo che torni presto».
Nel febbraio 2019, la formazione dei NYCH comprendente Young, Talbot, Molina e Lofgren ha suonato in due concerti a Winnipeg. Nell'ottobre 2019 viene pubblicato l'album Colorado, nuova collaborazione tra Neil Young & Crazy Horse.

## Formazione

### Formazione attuale
- Billy Talbot, basso, voce
- Ralph Molina, batteria, voce
- Frank "Poncho" Sampedro, chitarra, organo, voce (1975-oggi)

### Ex componenti
- Danny Whitten, chitarra, voce
- Jack Nitzsche, tastiere, voce

### Altri membri passati
- Nils Lofgren, chitarra, tastiere, voce
- George Whitsell, chitarra, voce
- Greg Leroy, chitarra, voce
- John Blanton, tastiere
- Rick Curtis, chitarra, voce
- Michael Curtis, tastiere
- Sonny Mone, chitarra, voce
- Bobby Noktoff, violino

## Discografia

### The Rockets
- The Rockets, White Whale Records 1968

### Crazy Horse
- Crazy Horse, Reprise 1971
- Loose, Reprise 1972
- At Crooked Lake, Epic 1972
- Crazy Moon, Capitol 1978
- Left for Dead, Capitol 1989
- Gone Dead Train: The Best of Crazy Horse 1971–1989, Raven 2005
- Scratchy: The Complete Reprise Recordings, Rhino Handmade 2005
- Trick Horse, Poncho Villa 2009

### Neil Young & Crazy Horse
- Everybody Knows This Is Nowhere (1969)
- After the Gold Rush (1970) - Oh Lonesome Me, When You Dance I Can Really Love, e I Believe In You
- Tonight's the Night (1975) - Come On Baby Let's Go Downtown - registrata dal vivo al Fillmore East il 7 marzo 1970
- Zuma (1975)
- American Stars 'n Bars (1977)
- Comes a Time (1978) - Look Out For My Love e Lotta Love
- Rust Never Sleeps (1979) - Powderfinger, Welfare Mothers, Sedan Delivery, e Hey Hey, My My (Into the Black)
- Live Rust (live, 1979)
- Re-ac-tor (1981)
- Trans (1982)
- Life (1987)
- Ragged Glory (1990)
- Weld (live, 1991)
- Arc (live, 1991) (EP, 35 minuti di puro feedback rumoristico)
- Sleeps with Angels (1994)
- The Complex Sessions (EP, 1995, solo copie promozionali)
- Broken Arrow (1996)
- Year of the Horse (live, 1997)
- Are You Passionate? (2002) - Goin' Home
- Greendale (2003)
- Live at Fillmore East March 6 & 7 1970 (live, 2006, registrato 6–7 marzo 1970)
- Americana (2012)[6]
- Psychedelic Pill[7] (2012)
- Colorado (2019)
- Barn (album) (2021)

### Neil Young & Crazy Horse in film e video
- Rust Never Sleeps (1979)
- Weld (1991)
- Sleeps With Angels (c. 1995, solo copie promo)
- The Complex Sessions (1995)
- Year of the Horse (1997)
- Greendale (2004)
  - include Be The Rain live all'Air Canada Centre, Toronto, Ontario, 9/4/03
- Be The Rain (2004, solo copie promo)
- Farm Aid 2003:  A Soundstage Special Event (c. 2004)
  - include Hey Hey, My My (Into the Black) live al Germain Amptheater, Columbus, Ohio, 9/7/03

### Billy Talbot (solista)
- Alive In The Spirit World (2004)

### Altre collaborazioni
- She Used to Wanna Be a Ballerina, Buffy Sainte-Marie, Vanguard, 1971
- Head like a Rock, Ian McNabb, 1994 (solo in quattro tracce, e senza Frank Sampedro)